# グレタ・スカッキ
グレタ・スカッキ（Greta Scacchi、1960年2月18日 - ）は、イタリア出身の女優。

## 略歴
出生時の名前はグレタ・グラッコ（Greta Gracco）。父親はイタリア人、母親はイギリス人。
イタリアのミラノで生まれ、ロンドン、オーストラリアで育ち、18歳の時にロンドンの舞台に端役として出演しはじめる。1982年にドイツ映画に出演。『熱砂の日』などのイギリス映画や『コカコーラ・キッド』といったオーストラリア映画に出演した後、ハリウッドに移った。知的でセクシーなブロンド女性を演じることが多く、『氷の微笑』は当初スカッキにシャロン・ストーンの演じた役のオファーがあったが、これを断っている。
1993年に私生活のパートナーだったヴィンセント・ドノフリオと別れたことを契機にロンドンを拠点に移し、アメリカ、イギリスやオーストラリアのみならず、母国のイタリア、フランス語やドイツ語に堪能であることから、フランスにおいて、映画、テレビドラマ、舞台、社会活動にと幅広く活動している。
1996年のHBO制作のテレビ映画『ラスプーチン』(ウリ・エーデル監督作品)ではアレクサンドラ・フョードロヴナを演じ、1996年度のエミー賞において、リミテッドシリーズ/テレビ映画部門の助演女優賞を受賞した。

### プライベート
1983年頃から『コカコーラ・キッド』でも共演したニュージーランドの人気歌手のティム・フィンと交際していたが別れ、1989年頃からヴィンセント・ドノフリオと交際し、1992年に第一子である娘のレイラ・ジョージを儲けたものの、1993年に別れている。
1990年代後半にイタリア人の従兄弟カルロ・マンテガッツァと結婚し、息子を儲けた。

## 受賞
- エミー賞リミテッドシリーズ/テレビ映画部門助演女優賞 (1996年) - 『ラスプーチン』
- オーストラリア映画批評家協会賞最優秀助演女優賞 (2001年) - Looking for Alibrandi

他に1983年の『熱砂の日』での英国アカデミー賞での新人賞のノミネート以来、ゴールデングローブ賞、エミー賞、オーストラリア映画テレビ芸術アカデミー賞、全米映画俳優組合賞などにおいて多数のノミネート歴がある。

## 顕彰
- イタリア共和国功労勲章 (2013年)

## 主な出演作品
| 公開年 放映年 | 邦題 原題                                                                                 | 役名                           | 備考                                      |
| ------------- | ----------------------------------------------------------------------------------------- | ------------------------------ | ----------------------------------------- |
| 1982          | セカンドフェイス Das zweite Gesicht                                                       | アンナ                         |                                           |
| 1983          | 熱砂の日 Heat and Dust                                                                    | オリヴィア                     |                                           |
| 1984          | ローレンス・オリヴィエ/画家と美女の奇妙な生活 The Ebony Tower                             | ダイアナ                       | テレビ映画                                |
| 1984          | 椿姫 Camille                                                                              | マルグリット・ゴーティエ       | テレビ映画                                |
| 1985          | コカコーラ・キッド The Coca-Cola Kid                                                      | テリ                           |                                           |
| 1985          | 死を呼ぶ晩餐 Dr. Fischer of Geneva                                                        | アンナ＝ルイーズ・フィッシャー | テレビ映画                                |
| 1986          | ダウニング街の陰謀 Defence of the Realm                                                   | ニーナ・ベックマン             |                                           |
| 1987          | 白い炎の女 White Mischief                                                                 | ダイアナ・ブロートン           |                                           |
| 1987          | ア・マン・イン・ラブ Un homme amoureux                                                    | ジェーン                       |                                           |
| 1987          | グッドモーニング・バビロン! Good Morning, Babylon                                         | エドナ                         |                                           |
| 1988          | 三人姉妹 Paura e amore                                                                    | マリア                         |                                           |
| 1990          | 推定無罪 Presumed Innocent                                                                | キャロリン・ポルヒーマス       |                                           |
| 1991          | 仮面の情事/プラスティックナイトメア Shattered                                             | ジュディス・メリック           |                                           |
| 1991          | 熱い夜に抱かれて Fires Within                                                             | イザベル                       |                                           |
| 1991          | 抱きしめたいから Turtle Beach                                                             | ジュディス                     |                                           |
| 1992          | ザ・プレイヤー The Player                                                                 | ジューン・グッドマンズドータ   |                                           |
| 1994          | 明日にむかって… The Browning Version                                                      | ローラ・クロッカー＝ハリス     |                                           |
| 1995          | ジェファソン・イン・パリ/若き大統領の恋 Jefferson in Paris                                | マリア・コズウェイ             |                                           |
| 1996          | ラスプーチン Rasputin                                                                     | アレクサンドラ・フョードロヴナ | テレビ映画                                |
| 1996          | ハーモニー Cosi                                                                           | 患者                           | クレジットなし                            |
| 1996          | Emma エマ Emma                                                                            | ウェストン夫人                 |                                           |
| 1997          | 悪魔のくちづけ The Serpent's Kiss                                                         | ジュリアナ                     |                                           |
| 1997          | オデッセイ The Odyssey                                                                    | ペネロペ                       | テレビ映画                                |
| 1998          | レッド・バイオリン Le Violon rouge                                                        | ヴィクトリア                   |                                           |
| 1999          | コットン・メリー Cotton Mary                                                              | リリー・マッキントッシュ       |                                           |
| 1999          | ジョン・マルコヴィッチの レディース・ルーム Ladies Room                                   | ルシア                         |                                           |
| 2000          | アリブランディを探して Looking for Alibrandi                                              | クリスティーナ・アリブランディ |                                           |
| 2001          | カンヌ 愛と欲望の都 Festival in Cannes                                                    | アリス・パーマー               |                                           |
| 2003          | バルティック・ストーム Baltic Storm                                                       | ジュリア                       |                                           |
| 2004          | そして、デブノーの森へ Sotto falso nome                                                   | ニコレッタ                     |                                           |
| 2004          | ビヨンド the シー 夢見るように歌えば Beyond the Sea                                       | メアリー                       |                                           |
| 2005          | フライトプラン Flightplan                                                                 | セラピスト                     |                                           |
| 2006          | アガサ・クリスティー ミス・マープル2 親指のうずき Marple: By the Pricking of My Thumbs    | タペンス・ベレスフォード       | テレビ映画                                |
| 2006          | ブロークン・トレイル 遥かなる旅路 Broken Trail                                            | ノラ・ジョンズ                 | テレビ・ミニシリーズ                      |
| 2006          | 監禁アマゾネス The Book of Revelation                                                     | イザベル                       |                                           |
| 2006          | スティーヴン・キング 8つの悪夢 Nightmares & Dreamscapes: From the Stories of Stephen King | Dr. Katie Arlen                | テレビ・ミニシリーズ                      |
| 2007          | テロ・ポイント ロンドン爆破へのカウントダウン Shoot on Sight                              | スーザン・アリ                 |                                           |
| 2008          | 合衆国崩壊の日 The Trojan Horse                                                           | ヘレン・マディガン             | テレビ・ミニシリーズ                      |
| 2008          | ラスベガス、闇の子供たち Inconceivable                                                    |                                | クレジットなし                            |
| 2008          | 情愛と友情 Brideshead Revisited                                                           | カーラ                         |                                           |
| 2011          | ヒンデンブルグ 第三帝国の陰謀 Hindenburg                                                  | Helen van Zandt                | テレビ映画                                |
| 2016          | 戦争と平和 War & Peace                                                                    | ロストフ伯爵夫人               | テレビシリーズ                            |
| 2017          | ナポリの隣人La tenerezza                                                                  |                                |                                           |
| 2018          | オペレーション・フィナーレ Operation Finale                                               | ヴェロニカ・アイヒマン         |                                           |
| 2018          | ヘッド・フル・オブ・ハニー Head Full of Honey                                             | 修道院長                       |                                           |
| 2019          | パームビーチ Palm Beach                                                                   | シャーロット                   |                                           |
| 2019          | ウェイティング・バーバリアンズ 帝国の黄昏 Waiting for the Barbarians                      | マイ                           |                                           |
| 2022          | ダービーとジョーン キャンピングカーの旅事件簿 Darby and Joan                              | ジョーン･カークホープ          | テレビシリーズ（オーストラリア／Acon TV） |

## 参照
1. ↑  “Greta Scacchi”. The Guardian (London) 2010年5月4日閲覧。
2. ↑  Bryce Hallett, Her world's a stage, The Sydney Morning Herald, Metropolitan, 10 February 2001, p.3
3. ↑  Macdonald, Marianne (2008年9月28日). “Greta Scacchi: glad to be back”. The Telegraph 2011年5月14日閲覧。
4. ↑  Maher, Kevin (2008年4月26日). “Greta Scacchi takes on Miss Austen Regrets”. The Times 2011年5月14日閲覧。